# Ceratobatrachidae
Ceratobatrachidae là một họ động vật lưỡng cư trong bộ Anura, được tìm thấy ở Bán đảo Mã Lai, Borneo, Philippines, Palau, Fiji, New Guinea, và các quần đảo Admiralty, Bismarck, Solomon.

## Phân loại học
Ceratobatrachidae từng được xem là một phân họ của họ Ranidae (dưới tên Ceratobatrachinae). Họ Ceratobatrachidae gồm các chi sau:
- Batrachylodes Boulenger, 1887 (tám loài)
- Ceratobatrachus Boulenger, 1884 (một loài)
- Discodeles Boulenger, 1918 (năm loài)
- Palmatorappia Ahl, 1927 (một loài)
- Platymantis Günther, 1858 (70 loài)

Chi lớn nhất, Platymantis, được xem là cận ngành.